# Ampheraster hyperonchus
Ampheraster hyperonchus är en sjöstjärneart som först beskrevs av Hubert Lyman Clark 1913.  Ampheraster hyperonchus ingår i släktet Ampheraster och familjen Pedicellasteridae. Inga underarter finns listade i Catalogue of Life.